# Виа Пренестина
Виа Пренестина (на латински: Via Praenestina; на италиански: Via Prenestina) е древен римски път в Централна Италия от Рим до Praeneste (днес Палестрина).
Пътят се казва първо Виа Габина по името на крайната му точка град Габии (днес Габий) в Лацио.
След не много време е продължен до Палестрина и получава новото си име. Пътят започва от Рим от Porta Maggiore, която се е казвала в началото Porta Praenestine.